# Belprahon
Belprahon ist eine politische Gemeinde im Verwaltungskreis Berner Jura des Kantons Bern in der Schweiz. Der frühere deutsche Name Tiefenbach wird heute nicht mehr verwendet.

## Geographie
Belprahon liegt auf 627 m ü. M., 2 km ostnordöstlich von Moutier (Luftlinie). Das Bauerndorf erstreckt sich am unteren Südhang des Mont Raimeux, im Juralängstal von Moutier, das auch Grand Val genannt wird.
Die Fläche des 3,8 km² grossen Gemeindegebiets umfasst einen kleinen Abschnitt des Grand Val. Die südliche Grenze bildet der Bach La Raus, ein rechter Seitenbach der Birs. Von hier erstreckt sich das Gebiet nordwärts über den relativ sanft ansteigenden Hang von Belprahon und den anschliessenden bewaldeten und mit Felsen durchzogenen Steilhang der Forêt du Droit bis auf die Hochweiden Raimeux de Belprahon auf der Mont-Raimeux-Kette. Diese Bergweiden mit einzeln oder in Gruppen stehenden grossen Fichten zeigen die typische Erscheinungsform der Juraweiden. Im Norden entwässert das Tal der Combe du Pont direkt in die Birsschlucht nördlich von Moutier. Die Nordgrenze verläuft auf dem Felsgrat Arête du Raimeux. Der höchste Punkt von Belprahon wird mit 1265 m ü. M. auf dem Scheitel der Raimeux-Kette westlich des Hauptgipfels erreicht. Von der Gemeindefläche entfielen 1997 5 % auf Siedlungen, 54 % auf Wald und Gehölze und 41 % auf Landwirtschaft.
Zu Belprahon gehören mehrere Einzelhöfe. Nachbargemeinden von Belprahon sind Moutier, Roches, Grandval und Eschert.

## Bevölkerung
Mit 260 Einwohnern (Stand 31. Dezember 2023) gehört Belprahon zu den kleinen Gemeinden des Berner Juras. Von den Bewohnern sind 88,1 % französischsprachig, 6,4 % deutschsprachig und 1,8 % italienischsprachig (Stand 2000). Die Bevölkerungszahl von Belprahon belief sich 1850 auf 126 Einwohner, 1900 auf 188 Einwohner. Sie hat seit 1960 (133 Einwohner) markant zugenommen.

## Politik
Bei den Nationalratswahlen 2023 betrugen die Wähleranteile in Belprahon (in Klammern die Veränderung im Vergleich zu den Wahlen 2019 in Prozentpunkten): SVP 39,87 % (+11,10), SP 21,80 % (+16,13), FDP 12,83 % (+4,98), Grüne 8,15 % (−3,75), glp 6,39 % (+4,21), Mitte 5,49 % (−24,43), EVP 2,66 % (+2,46), SD 2,06 % (+/−0,00), EDU 0,52 % (−1,63).

## Wirtschaft
Belprahon war bis in die 1960er Jahre ein stark landwirtschaftlich geprägtes Dorf, hat sich seither aber zur Wohngemeinde entwickelt. Ausserhalb des primären Sektors gibt es im Dorf nur relativ wenige Arbeitsplätze. Viele Erwerbstätige (rund 75 %) sind deshalb Wegpendler und arbeiten vor allem in Moutier.

## Verkehr
Die Gemeinde liegt abseits der grösseren Durchgangsstrassen. Sie kann durch eine kurze Stichstrasse, die von der Hauptstrasse Moutier–Balsthal abzweigt, erreicht werden. 2007 wurde der Mont-Raimeux-Tunnel der Autobahn A16 eröffnet, der auch das Gemeindegebiet von Belprahon unterquert. Diese Autobahn wurde 2015 sowohl an das schweizerische Nationalstrassennetz als auch an das französische Autobahnnetz angeschlossen und hat östlich von Moutier, etwa 2 km von Belprahon entfernt, eine Anschlussstelle. Das Dorf ist durch eine Buslinie, die zwischen Moutier, Eschert und Belprahon verkehrt, an den öffentlichen Verkehr angebunden.

## Geschichte

Historisches Luftbild aus 2000 m von Walter Mittelholzer von 1919

Der Dorfname erscheint erstmals im 12. Jahrhundert in den Urkunden. Bis 1797 unterstand Belprahon der Propstei Moutier-Grandval im Fürstbistum Basel. Von 1797 bis 1815 gehörte der Ort zu Frankreich und war anfangs Teil des Département Mont-Terrible, das 1800 mit dem Département Haut-Rhin verbunden wurde. Durch den Entscheid des Wiener Kongresses kam Belprahon 1815 an den Kanton Bern zum Bezirk Moutier. Das Dorf teilt seit 1967 wichtige Infrastrukturen, wie beispielsweise die Primarschule und die Kläranlage, mit den Nachbargemeinden.
Am 17. September 2017 kam es in Belprahon zu einer Abstimmung darüber, ob die Gemeinde im Kanton Bern verbleiben oder in den Kanton Jura wechseln soll. Mit 121 (51,5 %) zu 114 Stimmen (48,5 %) sprachen sich die Stimmberechtigten ‒ anders als jene von Moutier am 18. Juni 2017 ‒ äusserst knapp für den Verbleib im Kanton Bern aus. An der Abstimmung beteiligten sich 237 von 242 Stimmberechtigten, was einer Stimmbeteiligung von 97,9 % entspricht. Zwei Stimmrechtsbeschwerden wurden eingereicht. Das kleine Dorf ist sowohl kirchlich als auch administrativ vom angrenzenden Bezirkshauptort Moutier kaum trennbar.

## Persönlichkeiten
- Umberto Maggioni (* 1933), Bildhauer, Zeichner, Graphiker, Schmuckdesigner. Lebt seit 1955 in Belprahon.

## Sehenswürdigkeiten
Das Gebäude der Dorfschule mit einem Glockentürmchen wurde 1872 im Stil des Spätklassizismus errichtet. Die alten Bauernhäuser aus dem 18. und 19. Jahrhundert prägen zusammen mit den Speichergebäuden ein einheitliches Ortsbild. Neue Wohnquartiere, darunter Les Amatennes, entwickelten sich am Hang unterhalb des Ortskerns beiderseits der Zufahrtsstrasse. Belprahon besitzt keine eigene Kirche, es gehört seit 1531 zur reformierten Pfarrei Moutier.

## Bilder

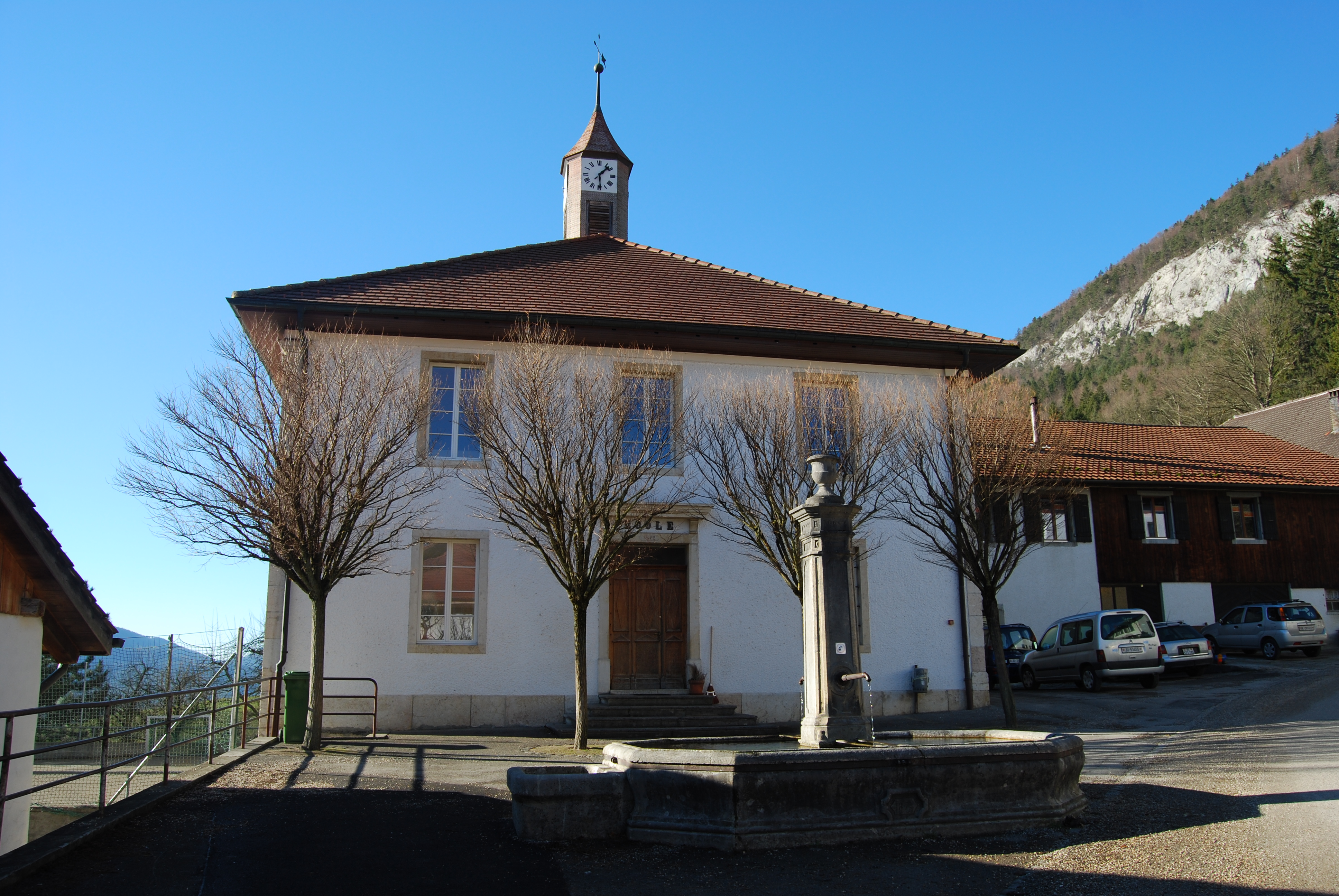
Dorfschule von Belprahon
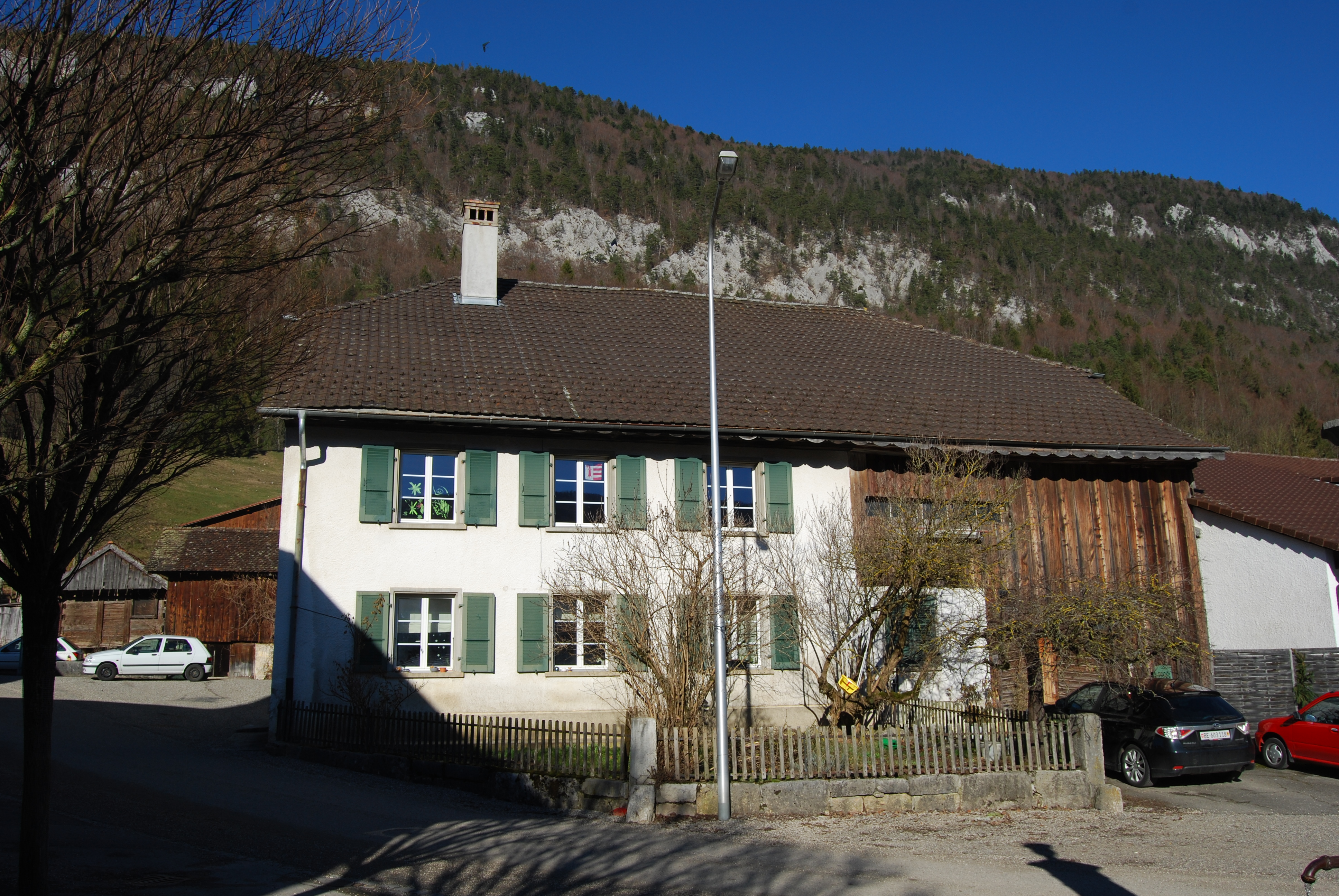
Bauernhaus
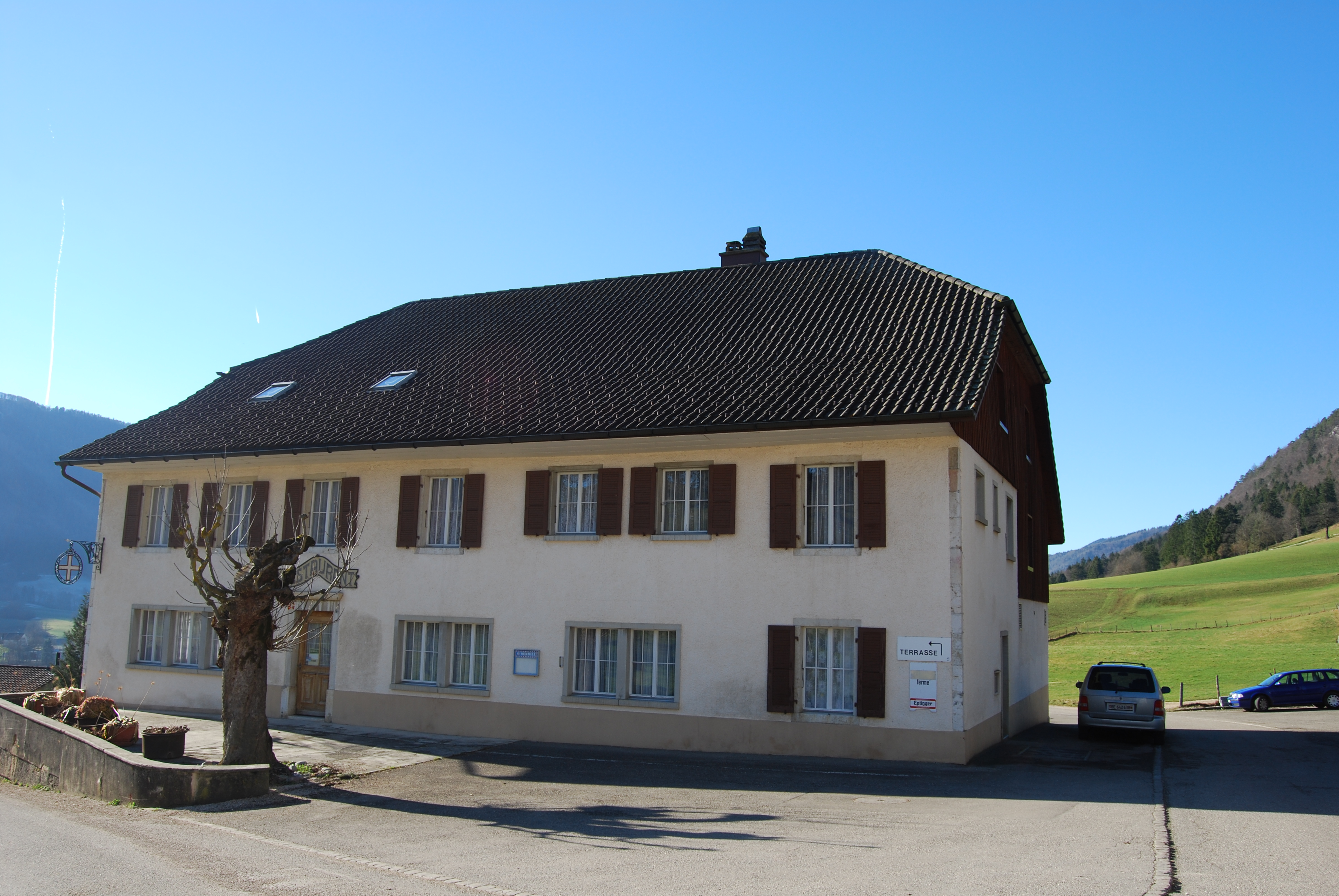
Restaurant «Croix-Blanche» («Weisses Kreuz»)
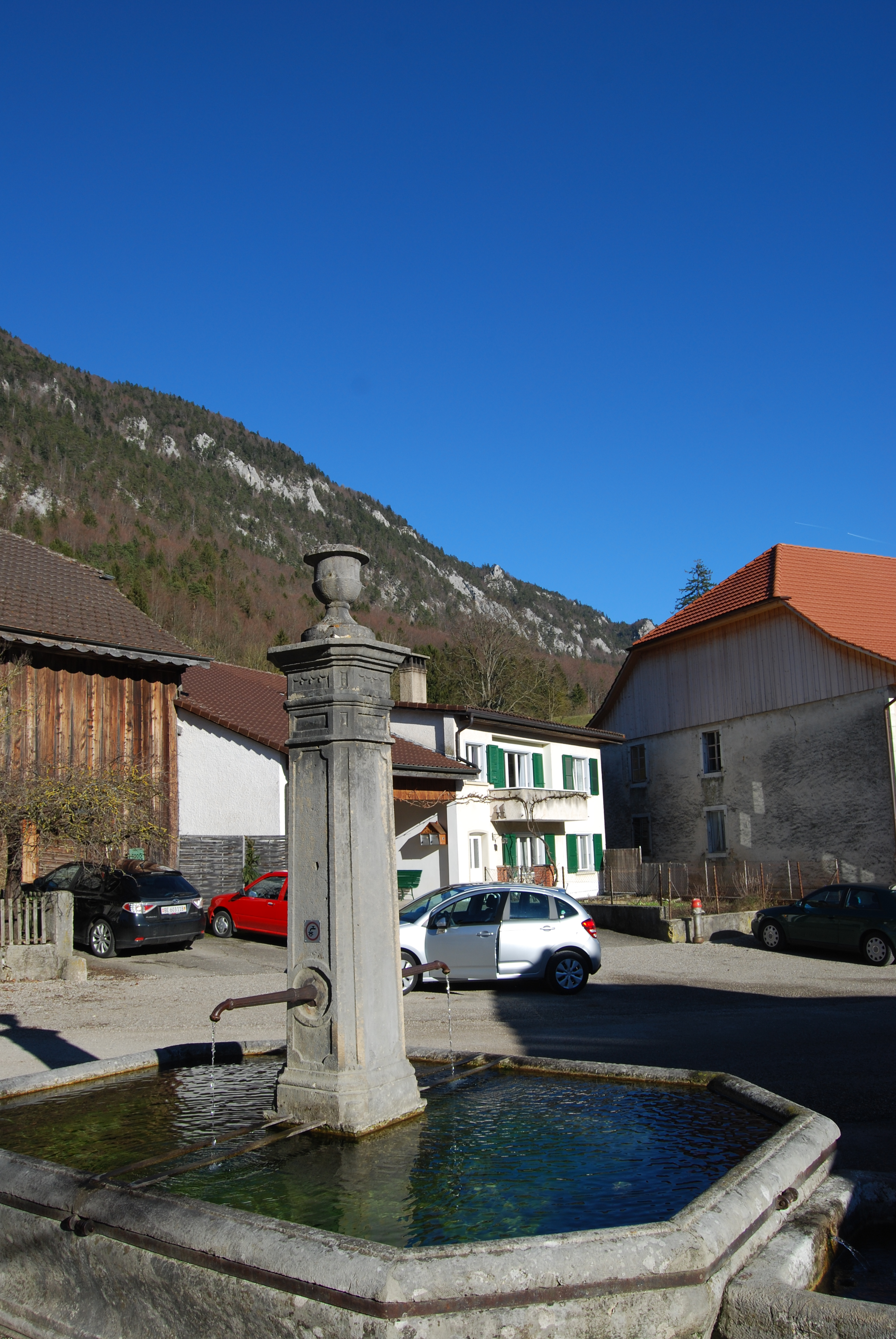
Dorfbrunnen